# Phare de Chupara Point
Le phare de Chupara Point (en anglais : Chupara Point Lighthouse) est un phare actif situé sur Chupara Point (ceb) dans la région de San Juan-Laventille (île de Trinité), à Trinité et Tobago, en mer des Caraïbes.

## Histoire
Le phare est situé sur la côte nord de Trinité à environ 7 km au nord-est de Las Cuevas, sur le promontoire du Fort Abercrombie.

## Description
Ce phare  est une tour métallique à claire-voie, avec une galerie et une balise de 15 m de haut. La tour est peinte en blanc. Il émet, à une hauteur focale de 99 m, deux éclats blancs par période de 10 secondes. Sa portée est de 16 milles nautiques (environ 30 km).
Identifiant : Amirauté : J5843 - NGA : 110-16264.7 .

### Lien connexe
- Liste des phares de Trinité-et-Tobago